# Marian Dembiński
Marian Dembiński (ur. 21 listopada 1947 w Strzegomiu, zm. 12 lipca 2024) – polski polityk, nauczyciel, rolnik i działacz związkowy, poseł na Sejm III kadencji.

## Życiorys
Ukończył w 1966 liceum ogólnokształcące w rodzinnej miejscowości. Zajmował się prowadzeniem własnego gospodarstwa rolnego. Pracował także jako nauczyciel, był zatrudniony w szkole podstawowej w Pustkowie Wilczkowskim i w placówce opiekuńczej dla nieletnich.
Studiował geografię na Uniwersytecie Wrocławskim. W 1968 należał do Międzyuczelnianego Komitetu Strajkowego. W 1980 współtworzył w regionie „Solidarność Wiejską”, a następnie dołączył z tą organizacją do NSZZ Rolników Indywidualnych „Solidarność”, wieloletni członek regionalnych i krajowych władz tego związku. W 1981 uczestniczył w ogólnopolskiej akcji protestacyjnej rolników indywidualnych. Po wprowadzeniu stanu wojennego zaangażowany w dalszym ciągu w działalność opozycyjną, zajmował się m.in. dystrybucją wydawnictw drugiego obiegu.
W latach 90. kierował jednym z odłamów rolniczej „Solidarności”, dążącym do współpracy z Akcją Wyborczą Solidarność. Z listy AWS sprawował od 1997 do 2001 mandat posła III kadencji. Pracował w Komisji Rolnictwa i Rozwoju Wsi. Komisji Integracji Europejskiej oraz Komisji Skarbu Państwa, Uwłaszczenia i Prywatyzacji. W trakcie zasiadania w Sejmie działał na rzecz powstania przedsiębiorstwa Polski Cukier. Bezskutecznie ubiegał się o reelekcję, po 2001 wycofał się z polityki. W przedterminowych wyborach parlamentarnych w 2007 bez powodzenia kandydował do Sejmu z listy Prawa i Sprawiedliwości. Pozostał jednocześnie aktywnym działaczem związkowym, był przewodniczącym NSZZ Rolników Indywidualnych „Solidarność” w województwie dolnośląskim, a także członkiem Wojewódzkiej Rady Rynku Pracy.

## Odznaczenia
W 2016 odznaczony Krzyżem Kawalerskim Orderu Odrodzenia Polski. W 2024 pośmiertnie uhonorowany Krzyżem Oficerskim tego orderu.
W 2019 wyróżniony Krzyżem Wolności i Solidarności.